# To jest jajko
To jest jajko – polski dokument społeczny z 1965 roku w reżyserii Andrzeja Brzozowskiego.

## Treść
W dokumencie Andrzeja Brzozowskiego kamera śledzi niewidome dzieci z ośrodka w Laskach podczas lekcji poświęconej poznawaniu jajka. Uczniowie badają jego strukturę, powierzchnię i konsystencję – zarówno w formie surowej, jak i po ugotowaniu – jednocześnie ucząc się odpowiednich słów do opisania swoich odkryć. Kulminacją zajęć jest obserwowanie procesu wykluwania się piskląt, które dzieci mogą poczuć innymi zmysłami. Cały proces poznawania odbywa się przez dotyk, smak, zapach i słuch.

## Nagrody
| Rok  | Festiwal/instytucja                                           | Nagroda                                      | Wynik   |
| ---- | ------------------------------------------------------------- | -------------------------------------------- | ------- |
| 1966 | Międzynarodowy Festiwal Filmów Krótkometrażowych w Oberhausen | Nagroda Katolickiego Ośrodka Filmowego w RFN | Wygrana |
| 1966 | Międzynarodowy Festiwal Filmów Krótkometrażowych w Oberhausen | Wyróżnienie Jury Ewangelickiego              | Wygrana |
| 1966 | Międzynarodowy Festiwal Filmów Krótkometrażowych w Oberhausen | Nagroda Towarzystwa Wyższych Szkół Ludowych  | Wygrana |
| 1966 | Krakowski Festiwal Filmowy                                    | Brązowy Lajkonik w konkursie polskim         | Wygrana |
| 1966 | Międzynarodowy Festiwal Filmów Krótkometrażowych w Cordobie   | Nagroda "Krzyż Maltański"                    | Wygrana |
| 1966 | Międzynarodowy Festiwal Filmowy w Edynburgu                   | Dyplom uznania                               | Wygrana |
| 1966 | Międzynarodowy Festiwal Filmu Krótkomterażowego w La Felguera | Pañero de Oro                                | Wygrana |